# 南城竜也
南城 竜也（なんじょう たつや、1948年9月20日 - ）は、日本の元俳優。本名、清宮 達夫（きよみや たつお）。南条 竜也と表記されることがあるが、これは誤植である。
東京都東村山市出身。日本大学法学部卒業。アルファエージェンシーに所属していた。

## 来歴
大学在学中に俳優を志し、東映演技研修所に入所。研修所の同期には、後に『快傑ライオン丸』の主演を務める潮哲也がいた。
1970年、映画『最後の特攻隊』（東映）に本名の清宮達夫名義でデビュー。翌年、宣弘社制作のスポ根ドラマ『ガッツジュン』（TBS）に野球部員役でレギュラー出演。続いて、『刑事くん』（TBS）などに出演する。
1972年、『変身忍者 嵐』（毎日放送）で主役のハヤテ役に抜擢（）され、芸名を「南城 竜也」とする。翌年には、ピー・プロダクションの特撮ヒーロー作品『鉄人タイガーセブン』（フジテレビ）でも主演。志穂美悦子主演の『若い貴族たち 13階段のマキ』（1975年、東映）では空手の達人役を演じたほか、アクション作品にも多く出演した。
以後、80年代半ば頃までテレビ・映画を中心に俳優として活躍。悪役から善人・被害者役まで様々な役柄を演じたが、1986年に俳優を引退。この頃、元俳優の滝波錦司が赤坂で経営していたTeasersという店で働いていた。この店は他に元女優、声優、ミュージシャンなどが働いており、売りは替え歌を取り入れたお笑いだった。当時はバブル景気でもあったため、店は連日、満員で盛況だった。しかし、オーナーである滝波が病気で亡くなったために閉店（現在は当時の従業員が同じ場所でTOKIOというショーパブを営業をしている）となり、同時に南城の消息がわからなくなった。
長らく公の場に姿を現すことはなかったが、2005年に徳間書店刊『ハイパーホビー』、2008年にホビージャパン刊『宇宙船』のインタビューに登場し、2010年には東映チャンネル『ピンスポ!』で久々にテレビ出演を果たすなど、近年はメディアへの登場機会が増えている。
2012年には仮面ライダーXの速水亮、人造人間キカイダーの伴大介との3名でトークショーを行なったことが速水亮のブログ「速水亮アクターズ日記」にて報告されており、ファンとの交流活動を行っている様子が語られている。
2015年11月に新宿ロフトプラスワンで開催の「マンガワールド 其の34 変身忍者嵐」にゲスト出演。石森プロ関係者と共に当時のエピソードを語る。

## 人物・エピソード
大学時代は、ビル清掃など20種類のアルバイトを経験している。
『ガッツジュン』では野球部員役だったが、自身は野球がヘタだったと述懐している。一方で、キャストの中では一番高校生らしく見えると褒められたことをよく覚えているという。
芸名の名付け親は『変身忍者 嵐』当時に自身のボスに当たる人物だった。『嵐』撮影開始当初はまだ本名を名乗っていたが、あるとき東映生田スタジオのスタッフルームにたまたま行くと、ホワイトボードに「本日より清宮達夫は南城竜也になりました」という連絡事項が書かれており、それを見て初めて「俺は南城竜也になるのか」と知ったという。
『嵐』では、嵐の声は第9話以降は池水通洋が時折吹き替えている回があり、第39話で月の輪（双子の兄）と合体した後は、ハヤテの声を市川治が吹き替えている。これはアフレコの際、リハーサル時から全力で掛け声やセリフを叫んでいたために喉を痛めてしまい、医者から「声帯炎」と診断され、プロデューサーと相談し、やむを得ず取った措置とのこと。終盤には喉は回復していたものの、周りに迷惑をかけたという負い目や観ている子供たちが混乱してはいけないという思いから、そのまま最後まで通したという。また後年、南城はビデオで見返して自身の演技を下手だと感じ、人気が出なかったのは自身の責任であったと述べている。『嵐』の東映側のプロデューサーである平山亨は、『嵐』では強い声がどうしても出来なかったため結果的に声優による代役となってしまったが、『タイガーセブン』では発声もしっかりしていたため、相当努力したのではないかと述べている。
『嵐』では乗馬のシーンがあるため撮影前に訓練をしたがものにはならなかった。しかし、ハヤブサオー役のジュラク号が演技経験が豊富な馬であったため南城はつかまっているだけで演技が成り立っており、試写を観た関係者から「完璧に乗りこなしている」と誉められたという。
二輪車の免許を持っていたため『鉄人タイガーセブン』や『Gメン'75』などでバイクに乗る役を演じた。しかし、日常的には中型車にしか乗らないため、750ccが用意されていた『タイガーセブン』では乗りこなすには至らず、バイクスタントは吹替に委ねている。
『タイガーセブン』のオーディションでは、健康的なイメージを売りにしていたので明るく振舞っていたが、後年ピー・プロダクション社長のうしおそうじは南城を起用した理由を「暗いイメージがある」からとしており、事実番組が進むにつれ演技がシリアスなものへとなっていた。
自身の性格について、怖くても後先考えずに無茶なことをやる性分としており、激しいアクションにも積極的であった。『タイガーセブン』で戦闘員を演じる機会があった際には、ケガを恐れずに高所から飛ぶなどしている。
『タイガーセブン』出演当時の紹介記事では「子供を意識した演技が身についてしまい、大人の演技にも挑戦したいが、現在は青春を精一杯生きている若者役に魅力を感じる」と述べている。
潮哲也とは、研修所の同期でありクラスも同じで一緒に遊びに行く仲であった。南城が『嵐』の主演が決まったのと同時期に、潮は『快傑ライオン丸』の主演が決まり、両作品とも時代劇のヒーローだったこともあって、やはりお互い意識はしたと語っている。東京近郊で時代劇を撮影できる場所は限られており、偶然現場で鉢合わせすることもあった。2人とも当時は新人だったので現場で叱られることも多く、撮影終了後に潮の住んでいたアパートでビールを飲みながら愚痴を言い合っていたという。また、20代後半に結核を患い10か月ほど入院していた時期があり、同じく研修所の同期である舟久保信之が声をかけ、潮と2人で見舞いに訪れてくれたのが嬉しかったと振り返っている。1972年の紹介記事では、よきライバル同士と紹介されている。
特技は、剣道、スキー、乗馬。柔道は初段の腕前で、1972年の紹介記事では「立ち回りが激しいので、生傷が絶えません」と述べている。
1979年に結婚し、二男あり。

## 出演

### テレビドラマ
- プレイガールシリーズ （12ch / 東映）
  - プレイガール 第72話「スリラー 死霊の哭く家」（1970年）
  - プレイガールQ 第47話「抱いた札束裸で消えた」（1975年） - 黒木の弟
- 打ち込め! 青春（1971年、NET）
- ガッツジュン（1971年、TBS） - 本間浩
- 刑事くん 第1部 第19話「冬の旅 青春の旅」（1972年、TBS） - 井上孝
- 変身忍者 嵐（1972年 - 1973年、MBS） - 主演・変身忍者 嵐 / ハヤテ
- 鉄人タイガーセブン（1973年 - 1974年、CX） - 主演・鉄人タイガーセブン / 滝川剛
- ご存知遠山の金さん 第38話「般若と桜」（1974年、NET） - 仙次
- 銭形平次（CX） ※大川橋蔵版
  - 第426話「五本目の入墨」（1974年） - 栄次
  - 第472話「母の裁き」（1975年） - 青柳新八郎
  - 第494話「武士道無残」（1975年） - 矢沢和馬
  - 第517話「江戸にふる雨なみだ恋」（1976年） - 新助
  - 第603話「投げ銭を拾った娘」（1977年） - 三吉
  - 第634話「若君とお京ちゃん」（1978年） - 松平幸七郎
  - 第729話「小町娘と鬼の親」（1980年） - 清次郎
  - 第806話「殺意の手紙」（1982年） - 巳之吉
  - 第844話「黒いお白州」（1983年） - 銀次
  - 第886話「悲しき嘘」（1984年） - 利助
- 闘え!ドラゴン 第7話「ゆけドラゴン! 悪魔の島へ!!」、第8話「危うしドラゴン! 絶体絶命!!」（1974年、12ch） - 緑の蜘蛛（田坂隼人）
- バーディー大作戦（TBS）
  - 第20話「アベックギャングコンテスト」（1974年） - ジョー
  - 第40話「ミイラ連続殺人事件」（1975年） - 信一
- ご存じ金さん捕物帳 第3話「あらくれ一代」（1974年、NET） - 多吉
- 編笠十兵衛（1974年 - 1975年、CX） - 山吉新八
- 大江戸捜査網（12ch→TX）
  - 第201話「必死の逃亡者」（1975年） - 庄吉
  - 第245話「牢破り無情」（1976年） - 仙太
  - 第317話「傷だらけ涙の人情駕籠」（1977年） - 新吉
  - 第327話「身代り親娘 涙の絶唱」（1978年） - 彌七
  - 第347話「海女が秘めた海底の罠」（1978年） - 新三郎
  - 第359話「哀しき盗っ人の恩返し（1978年）」 - 新吉
  - 第375話「身代り殺人の陰謀」（1979年） - 佐吉
  - 第389話「尼僧が秘めた仇討ち七変化」（1979年） - 佐吉
  - 第403話「怪奇 生きていた死美人」（1979年） - 友吉
  - 第415話「鉄火女 涙の情け肌」（1979年） - 朝吉
  - 第435話「晴れ姿 おんな隠密一番纏」（1980年）
  - 第485話「花嫁絶唱 お父っつあんの唄」（1981年） - 新太郎
  - 第554話「女の死闘 くノ一対女隠密」（1982年） - 風の右源太
  - 第587話「八百屋お七 魔性の肌が燃える」（1983年） - 新吉
  - 第602話「母よ許して! 花街子連れ唄」（1983年） - 弥之吉
  - 第609話「恐怖! 妖しく誘う魔性剣」（1983年） - 三田倉英臣
- 新宿警察 第26話「長くて暑い日曜日」（1976年、CX）
- Gメン'75（TBS）
  - 第46話「白バイ警官連続射殺事件」（1976年） - 朝倉巡査
  - 第51話「刑事訴訟法47条女子大生ジャック」（1976年） - 片山総裁の息子
  - 第57話「刑法第十一条・絞首刑 その後…」（1976年） - 牧村タケシ
  - 第129話「警察犬と女刑事」（1977年） - 松井看守
  - 第139話「女子大生ネクタイ絞殺事件」（1978年） - 高倉一郎
  - 第160話「国外逃亡者」（1978年） - ジョージ戸倉
  - 第168話「夏祭りの夜の惨劇」（1978年） - 庄司ケンイチ
  - 第205話「新Gメン対ニセ白バイ警官」（1979年） - 里見
- 子連れ狼 第3シリーズ 第13話「胸底の月」（1976年、NTV） - 向井主税 ※萬屋錦之介版
- 快傑ズバット 第23話「大神家一族と天一坊」（1977年、12ch） - ダンディハリー（大神天一）
- 桃太郎侍 第63話「泣き笑いさむらい人生」（1977年、NTV） - 尾津進次郎
- 新幹線公安官 第2シリーズ 第4話「私は未婚の母」（1978年、ANB） - 市ノ瀬健
- 吉宗評判記 暴れん坊将軍 第47話「拳固で治す女医者」（1979、ANB） - 良助
- ザ・スーパーガール 第14話「白昼の悪夢 レイプされた人妻は?」（1979年、12ch / 東映）
- 熱中時代 刑事編 第7話「サヨナラ! タケシ」（1979年、NTV）- 大野
- 恐竜戦隊コセイドン 第48話「コセイダー トカゲ人間の恐怖」（1979年、12ch） - 宗方博士
- 江戸の牙 第1話「炎上! 赤馬を斬れ」（1979年、ANB） - 宇之吉
- 噂の刑事トミーとマツ 第1シリーズ 第12話「張り込み先の珍家族」（1980年、TBS） - 秋山一夫
- 仮面ライダー (スカイライダー) 第24話「マダラカジン 毒ガスの恐怖」（1980年、MBS） - 川口博士
- 非情のライセンス 第3シリーズ 第17話「兇悪のグラビア・警視庁を売るOL」（1980年、ANB） - 所志郎
- 特捜最前線（ANB）
  - 第187話「終列車を見送る女!」（1980年） - 原田満
  - 第213話「密室殺人・小さな瞳の謎!」（1981年） - 松川カズオ
  - 第223話「ピラニアを飼う女たち!」（1981年） - 青山竜彦
  - 第269話「窓際警視、投げ込み魔を追う!」（1982年） - 水島淳
  - 第289話「死んだ筈の女!」（1982年）
  - 第330話「佐世保の女!」（1983年）
  - 第367話「六本木ラストダンス!」（1984年）
- 新五捕物帳（NTV）
  - 第125話「袋小路の男」（1980年） - 竹松
  - 第188話「情けを斬った白刃」（1982年）
- 連続テレビ小説 / まんさくの花（1981年、NHK）
- 西部警察シリーズ（ANB）
  - 西部警察 第85話「男の償い」（1981年） - 片山シンジ
  - 西部警察 PART-II 第8話「暁の決断」（1982年） - 清原
  - 西部警察 PART-III
    - 第32話「杜の都・激震!! 宮城・前編」、第33話「仙台爆破計画 宮城・後編」（1983年） - 伊庭亮
    - 第46話「冬の軍団長」（1984年） - 久保オサム
- 警視庁殺人課 第14話「連続美女殺人事件・女を喰う虫」（1981年、ANB）
- 長七郎天下ご免! 第84話「風摩ひとり暁に死す」（1981年、ANB） - 中村晋助
- 竜馬がゆく（1982年、TX） - 望月亀弥太
- ロボット8ちゃん 第20話「すべってころんで雪女」（1982年、CX） - 医師
- 新・必殺仕事人（1982年、ABC）
  - 第41話「主水 父親捜しする」 - 間垣康三郎
  - 第55話「主水 仕事仕舞いする」 - 綾部
- 影の軍団シリーズ（KTV）
  - 影の軍団III 第22話「地獄から来た赤ん坊」（1982年） - 宗方兵馬
  - 影の軍団IV 第2話「女の顔が夜光る」（1985年） - 風見新八郎
- ザ・ハングマンシリーズ（ABC）
  - ザ・ハングマンII 第14話「ニトロ式コルセットで悪の減量を!」（1982年） - 津山
  - ザ・ハングマン4 第3話「若い身体から内臓が奪われる!」（1984年） - 立花一夫
- 右門捕物帖 第4話「母子草の唄」（1982年、NTV）
- 火曜サスペンス劇場 （NTV）
  - 蝶たちの殺意（1983年） - 中里刑事
  - 愛の報酬（1983年）
  - 二人の女（1983年）
- 時代劇スペシャル（CX）
  - 十六文からす堂 初夜は死の匂い（1983年）
  - 素浪人罷り通る6 矢立峠に裏切りを見た（1983年） - 門弟
- 京都マル秘指令 ザ新選組 脅迫3「苔之寺の苔を石けん水で洗うぞ!」（1984年、ABC）
- 長七郎江戸日記 第27話「仇花、風に舞う」（1984年、NTV） - 佐久間隼人
- 流れ星佐吉 第15話「昔なじみは大悪党」（1984年、CX）
- 遠山の金さん 第113話「水中乱舞!! 忍びの女六人衆」（1984年、ANB） - 要蔵
- 金曜女のドラマスペシャル（CX）
  - 二度目の妻の座（1985年）
  - 密室の殺意（1985年）
  - サギ娘（1985年）
- 木曜ゴールデンドラマ / 再会（1985年、YTV）
- 刑事物語'85 第11話「身ごもった死体」（1985年、NTV）
- スケバン刑事 第18話「登場! もう一人の特命刑事」（1985年、CX） - 特命刑事 片桐陽一
- 迷宮課刑事おみやさん 第7話「6年前の婦女暴行事件が今日…!」（1985年、ABC） - 中井ヒデキ
- 太陽にほえろ! 第664話「マイコンがトシさんを撃った!」（1985年、NTV） - 中田雅之
- 大岡越前 第9部 第26話「吉宗暗殺 仇討ちの陰謀」（1986年、TBS） - 三村新次郎

### 映画
- 最後の特攻隊（1970年、東映）
- 不良少女 魔子（1971年、日活） - 秀夫
- ルバング島の奇跡 陸軍中野学校（1974年、東映） - 春日井弘二
- 女必殺拳（1974年、東映） - 治郎
- 若い貴族たち 13階段のマキ（1975年、東映） - 江藤哲也
- 男組（1975年、東映） - 大谷先生
- 東京ふんどし芸者（1975年、東映） - 亀田千吉
- 東京ディープスロート夫人（1975年、東映） - 佐久間英夫
- 新・女囚さそり 特殊房X（1977年、東映） - 西田
- トラック野郎・度胸一番星（1977年、東映） - 稲村健司
- 野性の証明（1978年、日本ヘラルド映画 = 東映） - ゲリラの男A
- 二百三高地（1980年、東映）
- 赤いスキャンダル 情事（1982年、にっかつ） - 町田良平
- 丑三つの村（1983年、松竹） - 葉村文明
- 悪女かまきり（1983年、東映） - 伊吹和夫
- 乳首にピアスをした女（1983年、にっかつ） - 権藤
- 猟色（1983年、にっかつ） - 伸一
- 日本海大海戦 海ゆかば（1983年、東映）
- 姉日記（1984年、にっかつ） - 吉田繁也
- 春情夢（1984年、にっかつ） - 松吉
- 蘭の肉体（1984年、にっかつ） - 吉岡雄二
- 団鬼六 緊縛卍責め（1985年、にっかつ） - 早見
- それから（1985年、東映）